# Рурки
Рурки (англ. Roorkee) — город в индийском штате Уттаракханд в округе Харидвар. Расположен на берегах Гангского канала в 172 километрах к северу от Дели. Средняя высота над уровнем моря — 268 метров.
По данным всеиндийской переписи 2001 года, в Рурки проживало 97 064 человека, из которых мужчины составляли 53 %, женщины — 47 %. Уровень грамотности взрослого населения составлял 82 %, что выше среднеиндийского уровня (59,5 %). Среди мужчин, уровень грамотности равнялся 87 %, среди женщин — 81 %. 11 % населения составляли дети до 6 лет. По данным переписи 2011 года, население составило 273 502 чел.